# Самарский театр кукол
ГУК Самарской области «Самарский театр кукол» — театр кукол в Самаре, расположенный по адресу ул. Самарская, 95.

## История театра
Первые сведения о театре относятся к 1932 году, когда группа энтузиастов под руководством Акима Лоцманова поставили первые спектакли. Тогда в труппе было пять человек. Из Ленинграда приехал известный кукольник Евгений Деммени, который начал учить артистов работать с марионеткой. В 1934 году первым художественным руководителем театра стала Тамара Каракозова, спектакли которой стали классикой советского театра кукол. Среди них — «Красная шапочка» Е. Шварца, «Гусёнок» Н. Гернет и Т. Гуревич, «Гулливер в стране лилипутов» Д. Свифта.
Театр продолжал свою работу и в годы Великой Отечественной войны: в свет одна за другой выходили премьеры на актуальную военную тематику. В 1960 году Всероссийское театральное общество проводило в Куйбышеве совещание на тему «Реализм в театре кукол», в котором принимал участие Сергей Образцов.
Наряду со спектаклями для детей на сцене появляются спектакли и для взрослых: «Божественная комедия» И. Штока, «Механические псы» Р. Бредбери, «Маленький принц» А. де Сент-Экзюпери.
Настоящий расцвет театра кукол начался в 1971 году с приходом главного режиссёра Романа Ренца. Роман Ренц в буквальном смысле слова создаёт свой театр. Коллектив пополняется его учениками. В марте 1977 года состоялся выпуск на отделении «Артист театр кукол» при Куйбышевском музыкальном училище. Ещё во время обучения студентов вводят в спектакли основного репертуара.

В декабре 1978 года Ренц осуществляет свою давнюю мечту: состоялась премьера «Маленького принца» — спектакля, постановку которого Роман Борисович задумал давно. Спектакль произвёл настоящий фурор. Эта постановка никого не могла оставить равнодушным.

В начале 80-х гг. Куйбышевский театр кукол становится одним из самых популярных театров в стране. Театр ведёт активную творческую жизнь, много гастролирует.

В 1988 году уходит на пенсию Роман Ренц.

В 1989 году главным режиссёром театра становится Владимир Куприн. Одной из самых замечательных режиссёрских работ Куприна стал спектакль по пьесе А. Попеску «Солнечный лучик».

С 2000 года Самарский театр кукол работал без главного режиссёра. Руководством театра привлекались к постановочной деятельности ведущие мастера театра кукол России, Украины, Республики Татарстан и Республики Башкортостан.
Самарский театр кукол является организатором Фестиваля национальных театров кукол «Радуга», в котором принимают участие национальные театры не только из России, но и из-за рубежа. Фестиваль проходит с 2005 года раз в два года. В нем принимают участие профессиональные театры кукол со спектаклями по мотивам народных сказаний, эпосов, по произведениям национальной литературы и драматургии, ориентированными на зрительскую аудиторию с 5 до 12 лет.
В 2007 году главным режиссёром театра становится Владимир Гусаров.
За годы работы в театре было выпущено более 250 постановок, сыграно более 50 тысяч спектаклей. В настоящий момент текущий репертуар театра составляет 36 спектаклей для детей от 3-х лет и старше.

## Труппа театра
- Андриянова, Вера Ивановна (с 1979) — актриса
- Архангельский, Анатолий Николаевич (с 1932 по 1976) — актёр, засл. артист РСФСР
- Васильева, Лариса Георгиевна (с 1971 по 2008) — актриса
- Гуреева, Ольга Вячеславовна (с 1996) — актриса
- Гусаров, Владимир Анатольевич (с 2007) — главный режиссёр
- Дунаев, Игорь Владимирович (с 2002) — актёр
- Демьяненко, Ольга Юрьевна — актриса
- Жерноклёв, Анатолий Сергеевич (с 1977) — актёр, засл. артист РФ
- Загоскина, Тамара Григорьевна (с 1978) — актриса
- Ишмухаметова, Татьяна Игоревна (с 2001) — актриса
- Каракозова, Тамара Георгиевна (с 1933 по 1947) — главный режиссёр
- Кислова, Галина Николаевна (с 1959 по 1992) — актриса
- Кочеткова, Мария Петровна (с 1932 по 1965) — актриса
- Куприн, Владимир Иванович (с 1989 по 2002) — главный режиссёр
- Лившиц, Яков Абрамович — актёр
- Мальковская, Вера Алексеева — актриса
- Мирошниченко, Анастасия Александровна (с 2008) — актриса
- Митрофанов, Лев Николаевич — актёр
- Мокроусова, (Ермакова) Юлия Владимировна (с 2005) — актриса
- Мокроусов, Иван Николаевич (с 2005) — актёр
- Мякишева, Наталья Николаевна (с 1969 по 2005) — актриса, засл. артистка РСФСР
- Павлова, Людмила Николаевна (с 1973) — актриса
- Павлов, Дмитрий Иосифович (с 1969 по 2007) — актёр, засл. артист РСФСР
- Панина, Нина Никифоровна (с 1978) — актриса
- Пашкевич, Ирина Николаевна (1984) — актриса, засл. артистка РФ (2010)[2]
- Пашнин, Юрий Михайлович — актёр
- Прянишникова, Ирина Беньяминовна — актриса, режиссёр
- Ренц, Роман Борисович (1971—1988) — главный режиссёр, народный артист РСФСР
- Ряднова, Антонина Ильинична (с 1945 по 1975) — актриса, засл. артистка РСФСР
- Толкачёва, Елена Николаевна (1987) — актриса

## Репертуар
- «Карлик Нос» В. Гауф
- «Каштанка» А. Чехов
- «Репка» по мотивам русской народной сказки
- «Слонёнок» Р. Киплинг
- «Машенька и медведь» В. Швембергер
- «Али-Баба и сорок разбойников» В. Смехов
- «Весёлые медвежата» М. Поливанова
- «Винни Пух и все, все, все…» А. Милн
- «Как лиса медведя обманывала» М. Супонин
- «Клочки по закоулочкам» Г. Остер
- «Новые приключения колобка» Е. Патрик
- «Кот в сапогах» Ш. Перро
- «Медвежонок Рим-Тим-Ти» Я. Вильковский
- «Морозко» М. Шуринова
- «Муха-Цокотуха» К. Чуковский
- «Мымрёнок» В. Афонин
- «Озорной гусёнок» Н. Гернет
- «Принцесса на горошина» В. Лесовой
- «Прыгающая принцесса» Л. Дворский
- «Сказка о рыбаке и рыбке» А. Пушкин
- «Тайна новогодних часов» Е. Богданова
- «Три поросёнка» С. Михалков
- «Ты для меня» Г. Сапгир
- «Фараон Кузя» А. Староторжский, Л. Титова
- «Крошка Енот» по сказке Л. Муур
- «Цветик-семицветик» В. Катаев
- «Любовь к одному апельсину» В. Синакевич
- «Зачарованный лес» Е. Богданова
- «Алые паруса» А. Грин
- «Петушок-золотой гребешок» О. Трусов
- «Волк и семеро козлят» Н. Йорданов
- «Красная шапочка» Е. Шварц
- «Золотой цыплёнок» В. Орлов
- «Дюймовочка» Х. К. Андерсен
- «Сказка о мёртвой царевне и семи богатырях» А. Пушкин
- «Сказка о белом мышонке, рыжем котёнке и верном их друге чёрном щенке» К. Мешков
- «Little mouse или сказка про полевую мышку, которая хотела стать настоящей леди» по мотивам английской народной сказки
- «Басни Крылова, музыка Глинки …» И. Крылов
- «Малыш и Карлсон» Л. Линдгрен
- «Урок весёлых музыкантов» О. Русов
- «Весёлая гусеница» Н. Айххорн
- «Спящая красавица» Ш. Перро
- «Радужная рыбка» Н. Айххорн
- «Принц-свинопас» Х. К. Андерсен
- «Аленький цветочек» С. Аксаков
- «По щучьему веленью» по мотивам русской народной сказки
- «Ашик-Кериб» по мотивам турецкой сказки
- «Теремок» по мотивам русской народной сказки
- «Академия мультизвёзд» О. Русов